# Acetoacetyl-Coenzym A
Acetoacetyl-Coenzym A ist die Vorstufe von Hydroxymethylglutaryl-Coenzym A (HMG-CoA) im Mevalonatweg, der für die Cholesterinbiosynthese unerlässlich ist. Eine ähnliche Rolle spielt es auch bei der Synthese von Ketonkörpern (Ketogenese) in der Leber. Auf dem Weg der Ketonkörperverdauung (im Gewebe) ist es nicht mehr mit HMG-CoA als Produkt oder als Reaktant verbunden.

## Synthese
Es entsteht aus Acetyl-Coenzym A (Acetyl-CoA), einem Thioester, der mit dem Enolat eines zweiten Acetyl-CoA-Moleküls in einer Claisen-Kondensationsreaktion reagiert und von der HMG-CoA-Synthase zu HMG-CoA umgesetzt wird. Beim Stoffwechsel von Leucin wird diese letzte Reaktion umgekehrt. Bei einigen Personen kann ein Acetoacetyl-CoA-Mangel auftreten. Dieser Mangel wird als Störung des Ketonkörper- und Isoleucinstoffwechsels eingestuft, die vererbt werden kann.